# Рыжиков, Михаил Борисович
Михаил Борисович Рыжиков (3 октября 1930 — 28 декабря 2006, Москва) — советский профсоюзный деятель, председатель ЦК профсоюза работников агропромышленного комплекса СССР, секретарь Всесоюзного центрального совета профессиональных союзов (ВЦСПС). Кандидат в члены ЦК КПСС в 1986—1990 годах. Депутат и член Президиума Верховного Совета РСФСР 11-го созыва. Народный депутат СССР (1989—1991). Кандидат экономических наук (1972).

## Биография
Родился в городе Русский. В 1946—1950 годы работал трактористом-комбайнёром машинно-тракторной станции (МТС) в Новосибирской области. С 1950 года служил в Советской армии. С 1953 года - член КПСС.
В 1957 году окончил сельскохозяйственный техникум. В 1957—1964 годы работал агрономом, заместителем председателя колхоза, председателем колхоза в Новосибирской области.
В 1964 году окончил Высшую партийную школу в Новосибирске.
В 1964—1970 годах был инструктором, заместителем заведующего, заведующим сельскохозяйственным отделом Новосибирского областного комитета КПСС.
В 1967 году окончил Всесоюзный заочный финансово-экономический институт.
В 1970—1977 годах был инструктором сельскохозяйственного отдела ЦК КПСС.
В 1977—1982 годах — заместитель председателя ЦК профсоюза работников сельского хозяйства СССР.
В 1982—1983 годах — председатель ЦК профсоюза работников плодоовощного хозяйства и заготовок СССР.
В 1983—1986 годах — председатель ЦК профсоюза работников сельского хозяйства СССР.
В 1986—1991 годах — председатель ЦК профсоюза работников агропромышленного комплекса СССР, председатель правления Федерации профсоюзов агропромышленного комплекса СССР.
Одновременно в апреле 1986—1990 гг. был секретарём Всесоюзного центрального совета профессиональных союзов (ВЦСПС), в 1990—1991 годах — секретарём Всеобщей конфедерации профсоюзов СССР.
После выхода на пенсию проживал в Москве.
Умер 28 декабря 2006 года. Похоронен в Москве на Хованском кладбище (участок 12н).